# Festivalul Internațional de Film Fantastic de la Avoriaz din 1981
Festivalul Internațional de Film Fantastic de la Avoriaz din 1981 (în franceză Festival international du film fantastique d'Avoriaz 1981) a fost a noua ediție a Festivalului Internațional de Film Fantastic de la Avoriaz. A avut loc în Alpii francezi (în stațiunea Avoriaz) în ianuarie 1981.
Filmul Omul elefant regizat de David Lynch a primit Marele premiu (Grand prix) al festivalului.

## Juriu
- Norman Jewison (președinte)
- Bibi Andersson
- Charles Aznavour
- Bruno Cremer
- György Cziffra
- Jacques Deray
- Andréa Ferréol
- Francis Girod
- Yves Navarre
- René de Obaldia
- Nagisa Ōshima
- Fernando Rey
- Jean Rochefort
- Zao Wou-Ki

## Selecție

### În competiție
- Elephant Man (Omul elefant) de David Lynch ( Statele Unite ale Americii)
- Fondu au noir (Fade to Black) de Vernon Zimmerman ( Statele Unite ale Americii)
- Golem de Piotr Szulkin ( Polonia)
- Les Guerriers de l'Apocalypse (Sengoku Jieitai) de Kōsei Saitō ( Japonia)
- Hurlements (The Howling) de Joe Dante ( Statele Unite ale Americii)
- Le Monstre du train (Terror Train) de Roger Spottiswoode ( Canada /  Statele Unite ale Americii)
- Quelque part dans le temps (Somewhere in time) de Jeannot Szwarc ( Statele Unite ale Americii)
- Réaction en chaîne (The Chain Reaction) de Ian Barry ( Australia)
- Moarte clinică de Daniel Petrie ( Statele Unite ale Americii)
- Vendredi 13 (Vineri 13) de Sean S. Cunningham ( Statele Unite ale Americii)
- Les Yeux de la terreur (Night School) de Ken Hughes ( Statele Unite ale Americii)

### În afara competiției
- Flash Gordon de Mike Hodges ( Statele Unite ale Americii /  Regatul Unit)
- Mother's Day de Charles Kaufman ( Statele Unite ale Americii)
- Dynasty (Qian dao wan li zhu) de Chang Mei-Chun (Format:Taïwan /  Hong Kong, China)

## Premii
- Marele premiu (Grand prix): Elephant Man de David Lynch
- Premiul special al juriului (Prix spécial du jury): Moarte clinică de Daniel Petrie[2]
- Prix de la terreur : Les Yeux de la terreur de Ken Hughes
- Premiul criticii (Prix de la critique): Hurlements de Joe Dante și Quelque part dans le temps de Jeannot Szwarc
- Antenne d'Or : Quelque part dans le temps de Jeannot Szwarc